# 彗星 (列車)
彗星（すいせい）は、かつて京都駅 - 南宮崎駅間を東海道本線・山陽本線・日豊本線経由で運行されていたJRの寝台特別急行列車である。本項では、京阪神と日豊本線の沿線各都市を結んでいた優等列車の沿革についても記述する。

## 概要
寝台特急「彗星」は、1968年10月に新大阪駅 - 宮崎駅間で運転を開始、時間の経過ともに運転区間の拡大と増発を繰り返し、最大5往復運転されていた。
1975年から運転本数の削減が始まったが、1989年の平均乗車率は93%と高い数値を記録していた。しかし、1980年代以降は新幹線・航空機・フェリー･格安の夜行バスに客足を奪われ、2000年3月には単独運転から「あかつき」と併結されるようになったものの、2004年の平均乗車率は30%まで落ち込んでいたこともあって、2005年9月に廃止された。

### 列車名の由来
列車名は、天体の彗星に由来している。「夜行列車は天体から」という慣例があるが、この「彗星」の名称は1950年から1956年までと1957年から1964年まで東京駅 - 大阪駅間を東海道本線経由で運行する夜行急行列車の名称として使用されていた。

## 末期の運行概況
列車番号は運転線区で変更がなく、下りが33、上りが34 であった。

### 停車駅
京都駅 - 新大阪駅 - 大阪駅 - 三ノ宮駅 - 姫路駅 - 岡山駅 - 倉敷駅 - 福山駅 - （尾道駅） - （三原駅） - 〔新山口駅〕 - 〔宇部駅〕 - 〔厚狭駅〕 - 下関駅 - 門司駅 - 小倉駅 - 中津駅 - 宇佐駅 - 別府駅 - 大分駅 - 臼杵駅 - 津久見駅 - 佐伯駅 - 延岡駅 - 南延岡駅 - 日向市駅 - 高鍋駅 - 宮崎駅 - 南宮崎駅
- （　）は下り列車のみ停車、〔　〕は上り列車のみ停車

下りの別府駅→南宮崎駅間、上りの南宮崎駅→延岡駅間は立席特急券でB寝台を座席として利用できた（寝台券も参照）。

### 使用車両・編成
客車は、JR西日本の京都総合運転所に所属する14系15形客車を使用していた。なお、季節によっては「彗星」の開放式B寝台車2両、「あかつき」の開放式B寝台車1両を減ずる運行となっていた。
電気機関車は、京都駅 - 下関駅を下関車両管理室配置のEF66形が、下りの下関駅 - 大分駅と上りの門司駅 - 下関駅間は大分運転所配置のEF81形が、下りの大分駅 - 南宮崎駅間と上りの南宮崎駅 - 門司駅間を大分運転所配置のED76形が牽引していた。「あかつき」併結化以前の下関以東はJR東日本田端運転所配置田町車両センター常駐で「出雲」間合いのEF65形が牽引していた。

### 担当乗務区所
運転士は自社区間を担当していた。
全区間九州旅客鉄道（JR九州）の車掌が乗務し、京都駅 - 小倉駅間は門司車掌区、小倉駅 - 南宮崎駅間は大分車掌センターが担当していた。
※門司車掌区は小倉駅に設置のため、小倉駅で交代する

## 京阪神対日豊本線夜行優等列車沿革

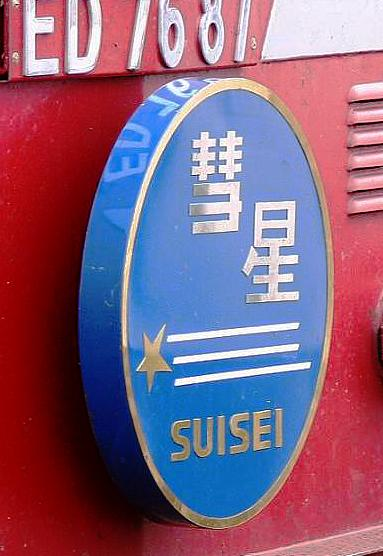
ヘッドマーク
（2005年撮影）

- 1959年（昭和34年）9月22日：京阪神と九州東部を結ぶ夜行急行列車として、「くにさき」が京都駅 - 大分駅間で運転開始。なお、熊本発着の「天草」（あまくさ）と京都駅 - 門司駅間で2階建て列車として運行されていた。
東京駅 - 都城駅間には1950年の時点で夜行急行「たかちほ」（1956年より漢字書きの「高千穂」）が運行されていたが、東京発着と言うこともあり、必ずしも京阪神での利用がしやすいわけではなかった。
- 1960年（昭和35年）6月1日：「くにさき」が都城発着に延長され、列車名を「日向」（ひゅうが）に変更。「天草」との併結は継続。
- 1961年（昭和36年）10月1日：「日向」が単独運転となる。また不定期列車として、大阪駅 - 南延岡駅間で「第2日向」の運転を開始。
- 1965年（昭和40年）10月1日：このときのダイヤ改正により、以下のように変更。
  1. 新大阪駅 - 宮崎駅間を運行する寝台急行列車として「夕月」（ゆうづき）の運転を開始。
  2. 観光団体専用列車として、大阪駅 - 早岐駅・大分駅間で「九州第2観光号」の運転を開始。
    - 九州方面への観光団体専用列車は、1961年に運転を開始した東京駅 - 長崎駅・大分駅間運行の「九州観光団体専用列車」（この改正で「九州第1観光号」に改称）を起源とするが、2本の「九州観光号」は博多駅 - 肥前山口駅間で併結運転を行っていた。その関係で、大分駅乗り入れは下りの「第2観光号」、上りの「第1観光号」のみとした。
- 1967年（昭和42年）10月1日：「九州第2観光号」が「平戸」「夕月2号」に改称され、往復とも大阪 - 早岐・大分間の運行とする。
また1967年 - 1972年当時、「ことぶき周遊きっぷ」を利用する新婚旅行客用として大阪駅 - 宮崎駅間を一等寝台車のみで組成された臨時急行「ことぶき」も運行されており、観光地、とりわけ新婚旅行地としての宮崎県への旅行客が多かった時代とされている。また、同様に1971年 - 1972年には、広島発着の全車グリーン車による臨時夜行急行列車として、「南九州グリーン」（下りは西鹿児島行き、上りは宮崎発）も設定された。
- 1968年（昭和43年）10月1日：「ヨンサントオ」と呼ばれるこのときのダイヤ改正に伴い、以下のように変更。
  1. 新大阪駅 - 宮崎駅間で寝台特急列車「彗星」（すいせい）の運転を開始。
  2. 「日向」「夕月」を客車急行「日南」（にちなん）に統合。大阪（下り）・新大阪（上り） - 宮崎間、京都 - 都城駅間、大阪 - 南延岡間（季節列車。多客期は宮崎まで延長）各1往復の3往復が設定される。これに伴い従来の観光団体専用列車は廃止。
    - なお「日向」の列車名は大阪 - 宮崎間運行の昼行気動車特急（末期は電車特急）になり、山陽新幹線全線開業に伴い廃止され、その後2000年から延岡駅 - 宮崎空港駅間を結ぶ特急列車（列車名はひらがなの「ひゅうが」）に用いられている。

  3. 「日南」の多客期増発として、急行「べっぷ」が電車で1往復、寝台客車で2往復設定される。電車は新大阪 - 別府間（博多発着の「つくし」と門司で増解結）、客車は新大阪・大阪 - 大分間を各1往復（大阪発着列車は佐世保発着の「西海」と門司で増解結）運転されていた。
- 1970年（昭和45年）10月1日：「彗星」を都城発着とする。
- 1972年（昭和47年）3月15日：「彗星」、新大阪 - 大分間の列車を増発し、2往復体制となる。
- 1973年（昭和48年）
  - 5月9日：日豊本線上り列車において車両運用の都合上、C57形蒸気機関車による重連運転で運行され、これは国鉄線内で蒸気機関車が定期特急列車を牽引した最後の事例とされる[2]。
  - 10月1日：このときのダイヤ改正に伴い、以下のように変更。
    1. 「彗星」は新大阪 - 大分間の列車を2往復増発し、4往復の運行となる（都城発着は下り1号・上り3号）。また、上下2号は佐世保発着の「あかつき」と門司で増解結した。この増発分には14系客車が充てられたほか、新製の24系客車も1往復に充当された。
    2. 「彗星」の増発に伴い「べっぷ」を廃止。
- 1974年（昭和49年）4月25日：「彗星」が新大阪 - 大分（下り3・5号、上り1・2号。下り3号、上り2号は従来通りに「あかつき」と併結）、宮崎（下り1・4号、上り4・5号）、都城（下り2号、上り3号）の計5往復の運行となる。この改正で、「あかつき」とともに新製の24系25形客車が一部に投入され、2段B寝台初の列車となる。
- 1975年（昭和50年）3月10日：山陽新幹線全線開業に伴うこのときのダイヤ改正で以下のように変更。

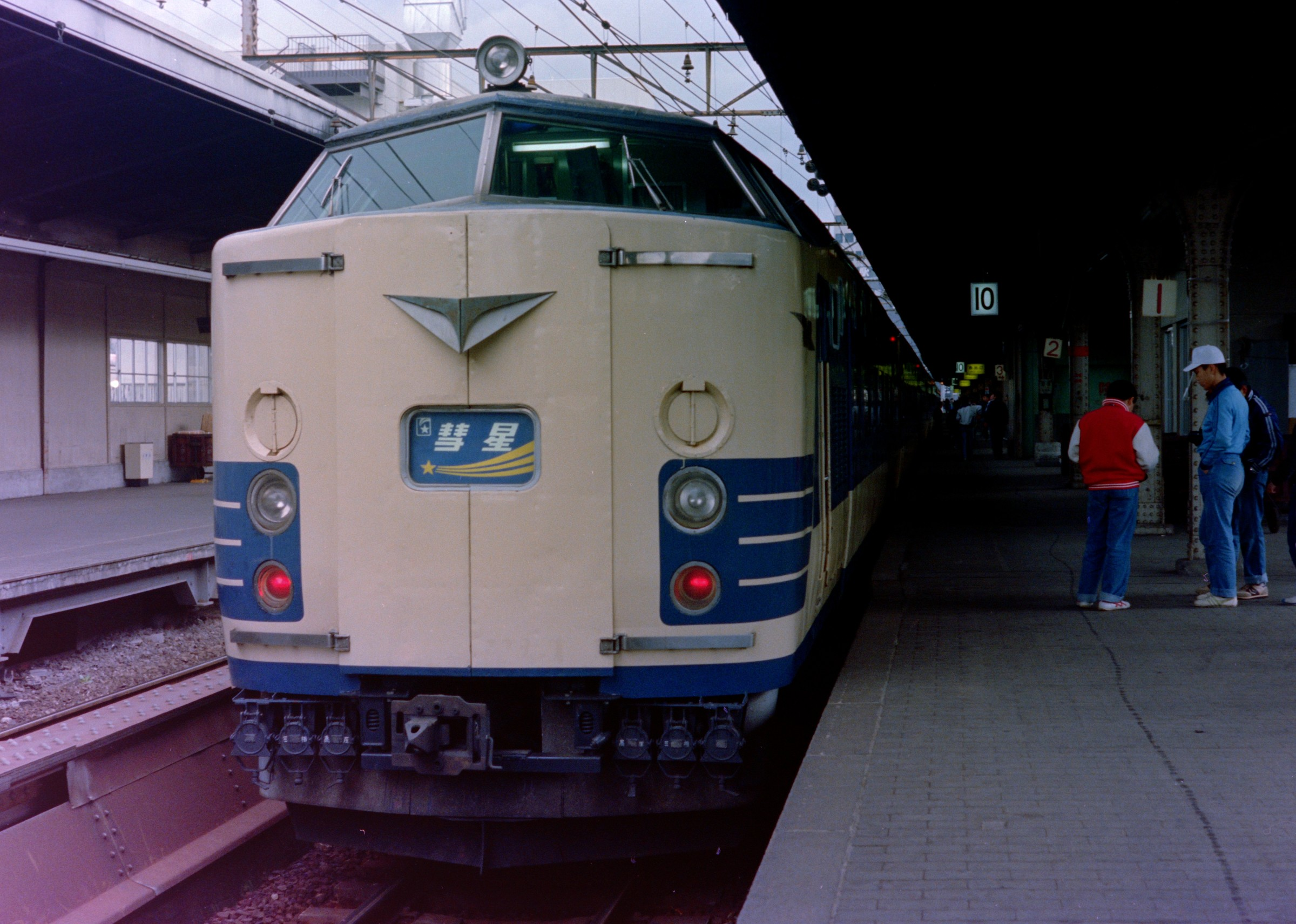
大阪駅に停車中の583系寝台特急「彗星6号」(1980年）

- 1. 「彗星」は大分（下り3号、上り1号）・宮崎（下り1号、上り3号）・都城（上下2号）発着各1往復の計3往復に統合。また、上下の1・3号を583系電車での運行とする。
  2. 「日南」は日豊本線内の急行列車になる形で廃止され、代替として新大阪 - 大分間運行の列車として「くにさき」の愛称が復活。1往復のみ運転。
    - 夜行座席列車としての「くにさき」には体質改善・在来客車の経年劣化による取り替えを目的として14系座席客車が使用されることとなったが、これは急行列車では初めてのケースとされている。

  3. 「彗星」など関西発着の寝台特急から食堂車の営業が全廃。客車使用の列車は食堂車が編成から外され、583系電車使用の列車も食堂車が連結されているもののすべて営業休止となった。

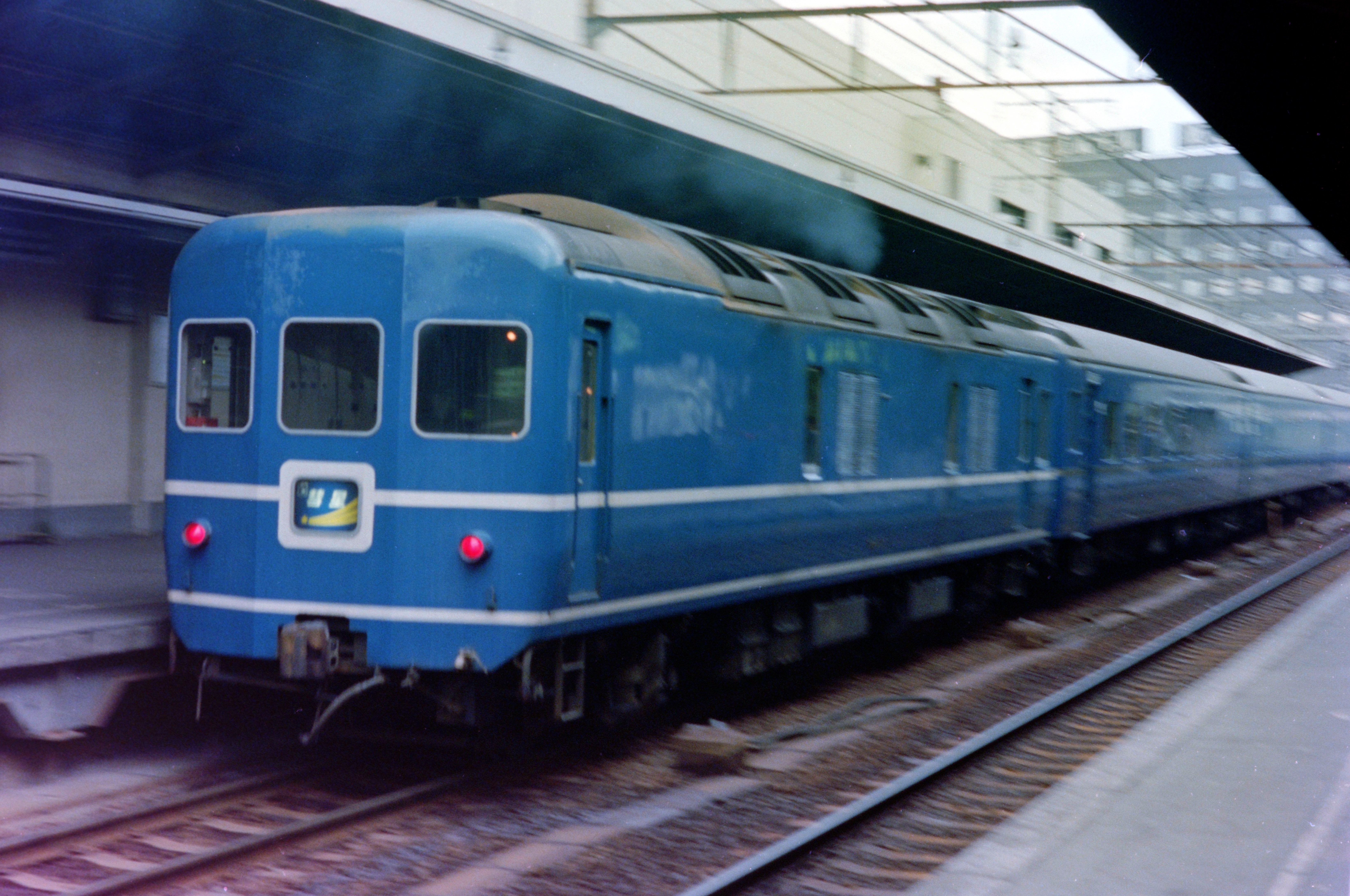
24系25形客車 寝台特急「彗星4号」（1980年 大阪駅）

- 1978年（昭和53年）10月1日：「ゴーサントオ」と呼ばれるこのときのダイヤ改正に伴い、以下のように変更。
  1. 「彗星」の大分発着列車を24系25形客車による運行とする。
  2. 「くにさき」は熊本発着の「阿蘇」と併結運転とする。
- 1980年（昭和55年）10月1日：大分発着の「彗星」および「くにさき」を廃止。「彗星」は2往復に減少する。
- 1984年（昭和59年）2月1日：宮崎発着の「彗星」を廃止。これにより「彗星」は24系25形客車による、新大阪 - 都城間運行の1往復のみとなる。

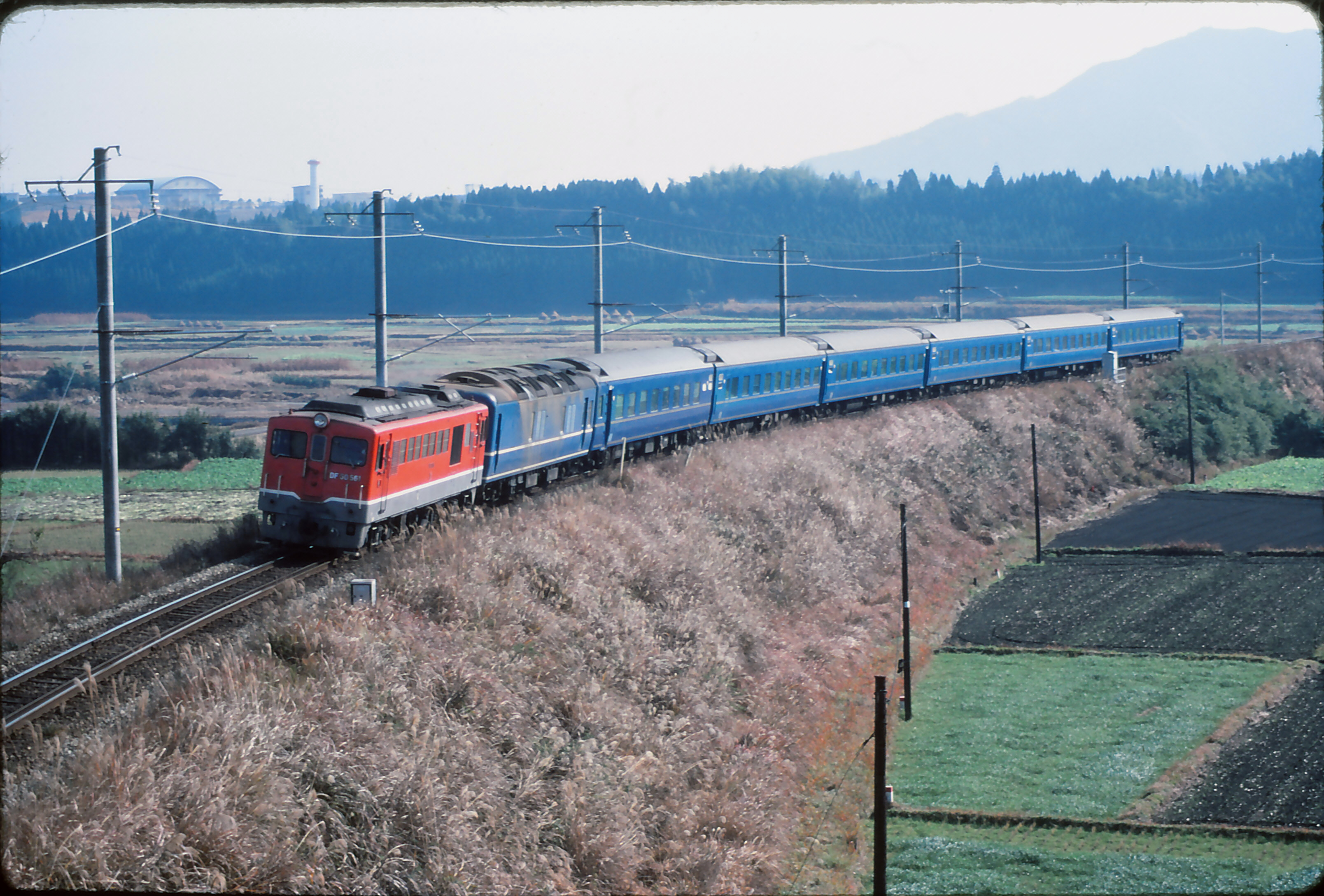
彗星2号（新大阪-都城）

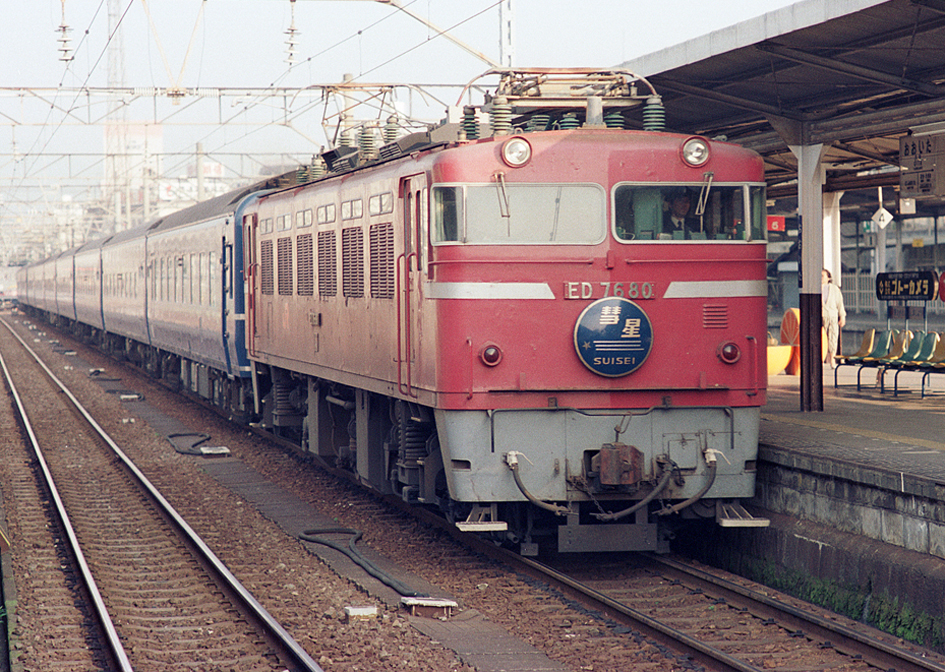
ED76 80牽引14系15形客車 寝台特急「彗星」（1988年 大分駅）

- 1986年（昭和61年）11月1日：「彗星」の車両を14系15形に変更。
- 1994年（平成6年）12月3日：「彗星」の車両を24系25形に変更。
- 1995年（平成7年）
  - 1月17日：阪神・淡路大震災により東海道・山陽本線（JR神戸線）が不通となったため、「彗星」は当分の間運休となる。
    - 「あかつき」や「なは」は被災区間を迂回する臨時列車が1月30日から設定されたのに対して、「彗星」は設定されなかった[3]。

  - 4月1日：「彗星」運転再開[4]。
  - 4月20日：春のダイヤ改正で南宮崎発着となる。
- 1997年（平成9年）11月29日：東京発着の「富士」が運転区間を大分までに短縮。これにより「彗星」は南宮崎に乗り入れる唯一の寝台特急に。
- 2000年（平成12年）3月11日：利用客数減少に伴い「彗星」の運転体制を長崎行き「あかつき」との併結運転とし、「あかつき」に合わせて発着駅も新大阪から京都に変更。同時に神戸停車を取りやめ三ノ宮停車に、使用車両も再び14系15形になり1人用B個室寝台「ソロ」を編成に加えて、廃止までこの体制で運行されることとなる。
- 2005年（平成17年）10月1日：「彗星」廃止。9月30日出発の列車に関しては車両運用の関係上、下りのみ行先を大分に変更。これにより、京阪神発着で日豊本線を走る特急列車は消滅。
  - 併結相手だった「あかつき」は、熊本発着の「なは」とコンビを組みこの時点では存続するが、JRの決断は早く最後まで残った「なは・あかつき」も2008年（平成20年）3月15日に廃止され、これをもって京阪神と九州を結ぶ寝台列車(急行を含む)の歴史に終止符が打たれた。

| 編成     | 彗星編成・京都→大分 | 彗星編成・京都→大分 | 彗星編成・京都→大分 | 彗星編成・京都→大分 | 彗星編成・京都→大分 | 彗星編成・京都→大分 | あかつき編成・京都→長崎 | あかつき編成・京都→長崎 | あかつき編成・京都→長崎 | あかつき編成・京都→長崎 | あかつき編成・京都→長崎 | あかつき編成・京都→長崎 |
| 号車     | 1                   | 2                   | 3                   | 4                   | 5                   | 6                   | 7                       | 8                       | 9                       | 10                      | 11                      | 12                      |
| 客車形式 | スハネフ15 3        | オハネ15 353        | オハネ15 31         | オハネ15 32         | オハネ15 41         | スハネフ15 4        | スハネフ15 14           | オロネ14 303            | オハネ14 303            | オハネ15 351            | スハネフ15 7            | オハ14 301              |
| 機関車   | 京都→下関 EF66-42   | 京都→下関 EF66-42   | 京都→下関 EF66-42   | 京都→下関 EF66-42   | 下関→大分 EF81-411  | 下関→大分 EF81-411  | 下関→大分 EF81-411      | 下関→大分 EF81-411      | 門司→長崎 ED76-         | 門司→長崎 ED76-         | 門司→長崎 ED76-         | 門司→長崎 ED76-         |

| 編成     | 彗星編成・南宮崎→京都 | 彗星編成・南宮崎→京都 | 彗星編成・南宮崎→京都 | 彗星編成・南宮崎→京都 | 彗星編成・南宮崎→京都 | 彗星編成・南宮崎→京都 | あかつき編成・長崎→京都 | あかつき編成・長崎→京都 | あかつき編成・長崎→京都 | あかつき編成・長崎→京都 | あかつき編成・長崎→京都 | あかつき編成・長崎→京都 | あかつき編成・長崎→京都 |
| 号車     | 1                     | 2                     | 3                     | 4                     | 5                     | 6                     | 7                       | 9                       | 10                      | 11                      | 12                      | 13                      | 14                      |
| 客車形式 | スハネフ15 19         | オハネ15 352          | オハネ15 37           | オハネ15 33           | オハネ15 42           | スハネフ15 17         | スハネフ15 18           | オハネ15 40             | オハネ15 30             | スハネフ15 12           | オロネ14 302            | オハネ14 302            | オハ14 302              |
| 機関車   | 南宮崎→大分 ED76-87   | 南宮崎→大分 ED76-87   | 南宮崎→大分 ED76-87   | 大分→門司 ED76-66     | 大分→門司 ED76-66     | 大分→門司 ED76-66     | 長崎→門司 ED76-         | 長崎→門司 ED76-         | 門司→下関 EF81-410      | 門司→下関 EF81-410      | 下関→京都 EF66-53       | 下関→京都 EF66-53       | 下関→京都 EF66-53       |

### 列車名の由来
- 「ことぶき」：客層が新婚旅行客を想定した設定であったことから、祝儀の一つである結婚を祝うことが由来。また、周遊きっぷの前身となる周遊券のうち、新婚旅行客を想定した「グリーン周遊券」は販売当初「ことぶき周遊券」と言われた。
- 「彗星」（すいせい）：天体の彗星に由来する。「夜行列車は天体から」という慣例から。
- 「くにさき」：大分県北東部に位置する国東半島（くにさきはんとう）から。
- 「南九州グリーン」：目的地となる南九州と使用車両であったグリーン車との合成。客層が新婚旅行客を想定した設定であったこともある。
- 「日南」（にちなん）：目的地となる宮崎県の旧国名（令制国）である日向国（ひゅうがのくに）の南部を意味する合成名称。
- 「日向」（ひゅうが）：目的地となる宮崎県の旧国名（令制国）である日向国から。
- 「べっぷ」：目的地であり、著名な温泉地である大分県別府市にちなむ。
- 「夕月」（ゆうづき）：夕方の月を意味する。「夜行列車は天体から」という慣例からだが、運行当時の1960年代後半には列車愛称の多種･多様化によりもはや形骸化しつつあった。